# بالارد إف. سميث
بالارد إف. سميث (بالإنجليزية: Ballard F. Smith)‏ هو محامي أمريكي، ولد في 1946.